# Jablonica
Jablonica é um município da Eslováquia, situado no distrito de Senica, na região de Trnava. Tem 31,440 km² de área e sua população em 2019 foi estimada em 2242 habitantes.

## Demografia
| Ano:        | 1994 | 2004   | 2014   | 2024   |
| ----------- | ---- | ------ | ------ | ------ |
| Broj ljudi: | 2264 | 2279   | 2254   | 2222   |
| Razlika:    |      | +0,66% | -1,09% | -1,41% |

| Ano:               | 2023 | 2024   |
| ------------------ | ---- | ------ |
| Número de pessoas: | 2223 | 2222   |
| Diferença:         |      | -0,04% |